# Шумов, Николай Васильевич
Николай Васильевич Шумов (1827, Солотча — 28 августа 1905, Рязань) — русский художник-живописец, портретист и изограф, иконописец.

## Биография
Николай Васильевич Шумов родился в 1827 году, в селе Солотча Рязанской области, и по рождению принадлежал к крестьянскому роду. Николай Шумов первоначальное образование получил в местной солотчинской иконописной мастерской, что в значительной степени предопределило его дальнейшую судьбу. Учеба вольноприходящим в Петербургской Академии художеств (1850—1853) позволила ему расширить свои познания. Николай Васильевич работал в Академии под руководством знаменитого профессора исторической и религиозной живописи Алексея Тарасовича Маркова.
Работы Николая Васильевича обращали на себя особое внимание посетителей на ученических выставках Академии Художеств, самые выдающиеся из них: «Портрет г. Суслова» (купца, лично известного Императору Николаю Павловичу) и «Этюд головы старушки» (квартирной хозяйки Николая Васильевича, погребенной им на собственный счет).
В 1857-м году Николай Васильевич переехал на жительство с семьей в родную Рязань, где проживал до своей смерти. Работал он здесь сначала единолично, но уже в 1859-м году, он сумел прибрести себе небольшую усадьбу с домиком и открыл в нем иконописную мастерскую.
Впоследствии он писал портреты, давал уроки живописи. Однако предпочтение отдавал иконописи. Работы, созданные им в собственной мастерской, получили известность далеко за пределами Рязани.
Из числа его учеников выделяется Сергей Александрович Пырсин (1868—1962), жанрист и портретист, сын крестьянина, достаточно рано проявивший способность к рисованию.
Николай Шумов писал иконы для нового иконостаса реконструируемого Иоанно-Богословского собора, который является главным собором Иоанно-Богословского Пощуповского монастыря.
Шумов скончался 28 августа 1905 года от рака. Похоронен в Рязани на Лазаревском кладбище.